# Antal Nagy
Antal Nagy (Nagyhalász, 17 ottobre 1956) è un ex calciatore ungherese, di ruolo difensore.